# Matija Čop
Matija Čop (Žirovnica, Gorenjska, 26 de enero de 1797 – 6 de julio de 1835), también conocido en alemán como Matthias Tschop, fue un lingüista y crítico literario esloveno.

## Biografía
Čop nació en tiempos de la monarquía de los Habsburgo en el seno de una familia rural acomodad. Realizó sus estudios de primaria y secundaria en Liubliana, y a continuación filosofía en los liceos de esa ciudad y de Viena. Entre 1817 y 1820 realizó studios en el seminario de Liubliana, pero los abandonó y se hizo profesor en Rijeka, en la actual Croacia. En 1822 también enseñó en el liceo de Leópolis (que también formaba parte del Imperio austríaco) y en la universidad de esa ciudad, en donde comenzó como profesor asistente
En 1827 regresó a Liubliana, y entre 1828 y 1831 fue bibliotecario del liceo de la ciudad. En ese entonces trabó amistad con el poeta France Prešeren, quien fue clave para su conocimiento de las últimas actividades literatura europea.
En 1835 murió ahogado mientras se bañaba en el río Sava. El poema Bautizo en el Sava le fue dedicado por su amigo Prešeren.

## Influencia

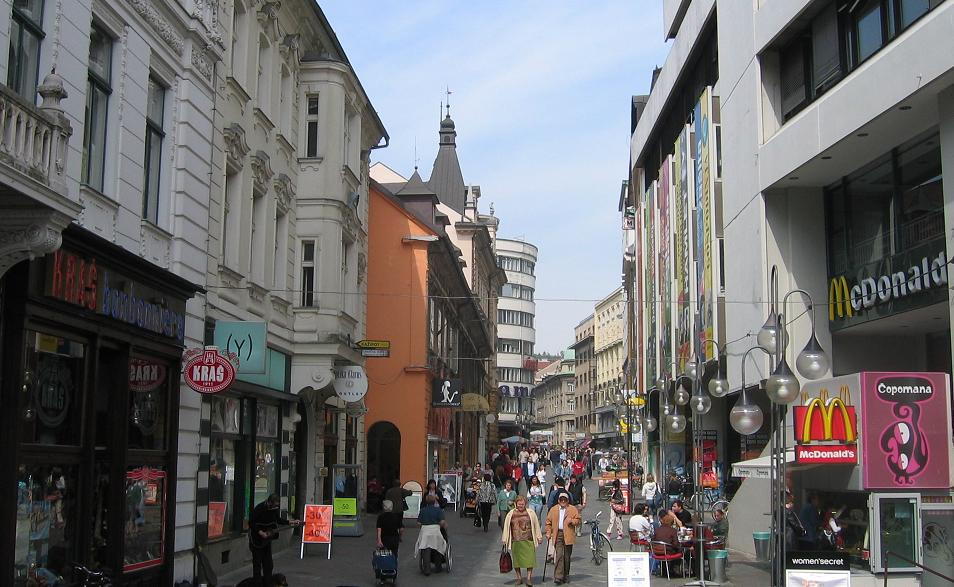
Calle Čop en el centro de Liubliana.

Aunque publicó muy poco, Čop tuvo una gran influencia. A diferencia de algunos contemporáneos como el lingüista Jernej Kopitar o el poeta Stanko Vraz, creyó en el desarrollo de una cultura eslovena, razón por la cual se le considera el precursor del despertar nacional del siglo XIX. Su completa y cosmopoilita educación le permitió identificar el talento de Prešeren, quien fue ignorado por la mayoría de sus contemporáneos, así como orientarlo en temas lingüísticos y estilísticos.
En la actualidad se le considera como uno de los más importantes autores eslovenos de su tiempo. Varios monumentos, escuelas y calles llevan su nombre. 